# Municipio Calamarca
Das Municipio Calamarca liegt im Departamento La Paz im südamerikanischen Anden-Staat Bolivien.

## Lage im Nahraum
Das Municipio Calamarca ist eines von sieben Municipios der Provinz Aroma und liegt im nördlichen Teil der Provinz. Es grenzt im Nordwesten an die Provinz Ingavi, im Westen an das Municipio Collana und das Municipio Colquencha, im Süden an das Municipio Ayo Ayo, im Osten an die Provinz Loayza und im Nordosten an die Provinz Murillo.
Das Municipio hat 35 Ortschaften (localidades), der zentrale Ort des Municipios ist Calamarca mit 1417 Einwohnern im zentralen Teil des Municipios.

## Geographie
Das Municipio Calamarca liegt auf dem bolivianischen Altiplano auf einer mittleren Höhe von 3800 m, zwischen den Anden-Gebirgsketten der Cordillera Occidental im Westen und der Cordillera Central im Osten.
Die mittlere Durchschnittstemperatur des Municipio liegt bei 9 °C (siehe Klimadiagramm Patacamaya), der Jahresniederschlag beträgt etwa 600 mm. Die Region weist ein ausgeprägtes Tageszeitenklima auf, die Monatsdurchschnittstemperaturen schwanken nur unwesentlich zwischen 7 °C im Juli und 11 °C im Dezember. die Monatsniederschläge liegen zwischen unter 10 mm in den Monaten Juni und Juli und nahe 100 mm von Dezember bis Februar.

## Bevölkerung
Die Einwohnerzahl des Municipios Calamarca ist zwischen 1992 und 2024 um mehr als zwei Drittel angestiegen:
| Jahr | Einwohner | Quelle       |
| ---- | --------- | ------------ |
| 1992 | 9.716     | Volkszählung |
| 2001 | 12.112    | Volkszählung |
| 2012 | 12.104    | Volkszählung |
| 2024 | 15.279    | Volkszählung |

Das Municipio hatte bei der Volkszählung 2024 eine Bevölkerungsdichte von 31,1 Einwohnern/km². Die Lebenserwartung der Neugeborenen lag im Jahr 2001 bei 60,6 Jahren, die Säuglingssterblichkeit ist von 8,4 Prozent (1992) auf 7,1 Prozent im Jahr 2001 gesunken.
Der Alphabetisierungsgrad bei den über 19-Jährigen beträgt 89,7 Prozent, und zwar 95,5 Prozent bei Männern und 83,8 Prozent bei Frauen (2001).
79,6 Prozent der Bevölkerung sprechen Spanisch, 95,7 Prozent sprechen Aymara, und 0,1 Prozent Quechua. (2001)
77,6 Prozent der Bevölkerung haben keinen Zugang zu Elektrizität, 71,6 Prozent leben ohne sanitäre Einrichtung (2001).
64,0 Prozent der Haushalte besitzen ein Radio, 8,3 Prozent einen Fernseher, 29,9 Prozent ein Fahrrad, 0,8 Prozent ein Motorrad, 7,3 Prozent einen PKW, 0,5 Prozent einen Kühlschrank, 1,6 Prozent ein Telefon. (2001)

## Politik
Ergebnis der Regionalwahlen (concejales del municipio) vom 4. April 2010:
| Wahlberechtigte |  | Stimmen | gültig |  | MAS-IPSP | ASP    | NOS    | M.P.S. |
| --------------- |  | ------- | ------ |  | -------- | ------ | ------ | ------ |
| 5.911           |  | 5.305   | 3.169  |  | 1.195    | 917    | 661    | 396    |
|                 |  | 89,7 %  | 59,7 % |  | 37,7 %   | 28,9 % | 20,9 % | 12,5 % |

Ergebnis der Regionalwahlen (elecciones de autoridades políticas) vom 7. März 2021:
| Wahl- berechtigte |  | Wahl- beteiligung | gültige Stimmen |  | MAS-IPSP | J.A.LLALLA.L.P. | MTS     | SOL.BO | VENCEREMOS | PBCSP  | PDC    |
| ----------------- |  | ----------------- | --------------- |  | -------- | --------------- | ------- | ------ | ---------- | ------ | ------ |
| 8.837             |  | 8.093             | 7.003           |  | 3.788    | 1.282           | 1.184   | 227    | 133        | 111    | 64     |
|                   |  | 91,58 %           | 86,53 %         |  | 54,09 %  | 18,31 %         | 16,91 % | 3,24 % | 1,90 %     | 1,59 % | 0,91 % |

## Gliederung
Das Municipio untergliederte sich bei der letzten Volkszählung von 2012 in die folgenden sieben Kantone (cantones):
- 02-1304.01 Kanton Calamarca – 9 Ortschaften – 2.931 Einwohner (2001: 3.041 Einwohner)
- 02-1304.02 Kanton Sivincani – 2 Ortschaften – 507 Einwohner (2001: 1.086 Einwohner)
- 02-1304.03 Kanton Ajoya – 8 Ortschaften – 2.096 Einwohner (2001: 1.552 Einwohner)
- 02-1304.04 Kanton San Antonio de Senkata – 2 Ortschaften – 2.149 Einwohner (2001: 1.738 Einwohner)
- 02-1304.05 Kanton Cosmini – 4 Ortschaften – 980 Einwohner (2001: 377 Einwohner)
- 02-1304.06 Kanton Villa El Carmen de Caluyo – 6 Ortschaften – 1.862 Einwohner (2001: 2.559 Einwohner)
- 02-1304.07 Kanton Vilaque Copata – 4 Ortschaften – 1.579 Einwohner (2001: 1.759 Einwohner)

## Ortschaften im Municipio Calamarca
- Kanton Calamarca
  - Calamarca 1417 Einw.

- Kanton Sivincani
  - Sivicani 276 Einw.

- Kanton Ajoya
  - Cañuma 619 Einw. – Ajoya 175 Einw.

- Kanton San Antonio de Senkata
  - San Antonio de Senkata 1339 Einw. – Senkata Alta 810 Einw.

- Kanton Cosmini
  - Romeropampa 312 Einw.

- Kanton Villa El Carmen de Caluyo
  - Chocorosi 725 Einw. – Villa El Carmen Caluyo 310 Einw.

- Kanton Vilaque Copata
  - Huayhuasi 709 Einw. – Vilaque Copata 588 Einw.